# Dolichopus vadimiani
Dolichopus vadimiani är en tvåvingeart som beskrevs av Negrobov och Barkalov 1978. Dolichopus vadimiani ingår i släktet Dolichopus och familjen styltflugor. Inga underarter finns listade i Catalogue of Life.